# Polina Daschkowa

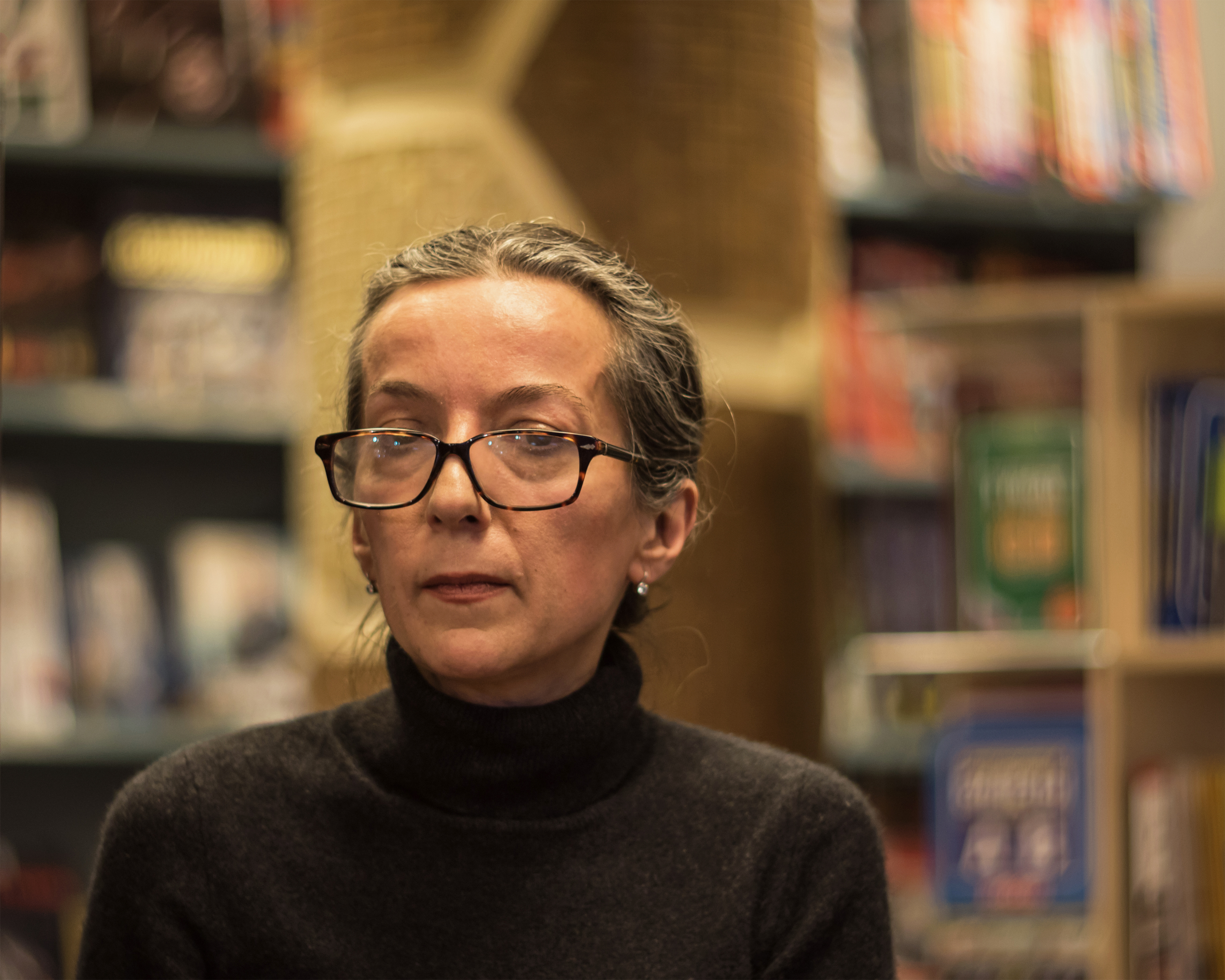
Polina Daschkowa

Polina Daschkowa (russisch Поли́на Да́шкова; * 14. Juli 1960 in Moskau als Tatjana Wiktorowna Polatschenko) ist eine russische Krimiautorin. Ihre Bücher erreichten bis heute eine Gesamtauflage von 25 Millionen Exemplaren.
Sie studierte am Gorki-Literaturinstitut und arbeitete als Journalistin für eine Literaturzeitschrift sowie als Parlamentsberichterstatterin.
In den 1970er Jahren begann sie mit dem Schreiben, zunächst von Gedichten. Bevor 1996 ihr erster Kriminalroman herauskam, übersetzte sie auch Bücher aus dem Englischen. Sie lebt mit ihrem Mann, einem Dokumentarfilmer, und ihren beiden Töchtern in Moskau. 2006 erhielt sie den Radio Bremen Krimipreis.

## Werke (Auswahl)
- 1996 Krow neroschdjonnych. (russisch "Кровь нерожденных")
  - Lenas Flucht. dt. von Helmut Ettinger; Aufbau-Verlag, Berlin 2004, ISBN 3-7466-2050-3
- 1999 Mesto pod solnzem. (russisch "Место под солнцем")
  - Club Kalaschnikow. dt. von Margret Fieseler; Aufbau-Verlag, Berlin 2002, ISBN 3-89813-262-5.
- 1999 Solotoi pessok. (russisch "Золотой песок")
  - Für Nikita. dt. von Ganna-Maria Braungardt; Aufbau-Verlag, Berlin 2004, ISBN 3-351-03014-2.
- 2000 Efirnoje wremja. (russisch "Эфирное время")
  - Russische Orchidee. dt. von Margret Fieseler; Aufbau-Verlag, Berlin 2003, ISBN 3-351-02984-5.
- 2000 Pitomnik. (russisch "Питомник")
  - Das Haus der bösen Mädchen. dt. von Ganna-Maria Braungardt; Aufbau-Verlag, Berlin 2008, ISBN 978-3-351-03241-8.
- 2000 Ljochkjie schagi besumija. (russisch "Лёгкие шаги безумия")
  - Die leichten Schritte des Wahnsinns. dt. von Margret Fieseler; Aufbau-Verlag, Berlin 2001, ISBN 3-89813-315-X.
- 2001 Nikto ne saplatschet. (russisch "Никто не заплачет")
  - Keiner wird weinen. dt. von Ganna-Maria Braungardt; Aufbau-Verlag, Berlin 2006, ISBN 3-351-03054-1.
- 2005 Wetschnaja notsch. (russisch "Вечная ночь")
  - In ewiger Nacht. dt. von Ganna-Maria Braungardt; Berlin: Aufbau, 2010, ISBN 978-3-351-03271-5.
- 2006 Igra wo mnenija.  (russisch "Игра во мнения")
  - Nummer 5 hat keine Chance. dt. von Margret Fieseler; Hamburg, Wien: Europa 2004, ISBN 3-203-85213-6.
- 2007 Cherubim  (russisch "Херувим")
  - Der falsche Engel. dt. von Ganna-Maria Braungardt; Aufbau-Verlag, Berlin 2007, ISBN 978-3-351-03214-2.
- Ispolnitelʹ. (russisch "Исполнитель")
  - Du wirst mich nie verraten. dt. von Helmut Ettinger; Aufbau-Verlag, Berlin 2005, ISBN 3-351-03061-4.